# Präsidentschafts- und Parlamentswahl in Mosambik 2024
Die Präsidentschafts- und Parlamentswahl in Mosambik 2024 fand am 9. Oktober statt.

## Wahlrecht
Mosambik ist eine präsidentielle Demokratie, hat ein Einkammersystem und ist zentralistisch aufgebaut. Die gesetzgebende Gewalt hat das Parlament (Assembleia da República) inne, das alle fünf Jahre gewählt wird. Ebenso wird der Präsident alle fünf Jahre vom Volk direkt gewählt.

## Ausgangslage
Bei der Parlamentswahl 2019 gewann die bisherige Regierungspartei FRELIMO die Wahl erneut deutlich und konnte die absolute Mehrheit behalten. Die Präsidentschaftswahl 2019 gewann ebenfalls der FRELIMO-Kandidat Filipe Nyusi. Dieser tritt bei der Wahl 2024 verfassungsgemäß nach zwei Amtszeiten nicht mehr an.

## Ergebnis

### Präsidentschaftswahl
| Kandidat                    | Ergebnis in % | Ergebnis in abs. Stimmen |
| --------------------------- | ------------- | ------------------------ |
| Daniel Chapo (FRELIMO)      |               |                          |
| Venâncio Mondlane (PODEMOS) |               |                          |
| Ossufo Momade (RENAMO)      |               |                          |

### Parlamentswahl
| Partei  | Ergebnis in % | Ergebnis in abs. Stimmen | Sitze |
| ------- | ------------- | ------------------------ | ----- |
| FRELIMO |               |                          |       |
| PODEMOS |               |                          |       |
| RENAMO  |               |                          |       |
| MDM     |               |                          |       |

## Wahl zum Parlament und zu den Provinzversammlungen
Die 250 Mitglieder des Parlaments werden in 13 Wahlkreisen gewählt. In elf Wahlkreisen wird nach dem Verhältniswahlsystem bestimmt. In zwei Einpersonenwahlkreisen wird nach dem Mehrheitswahlrecht gewählt. Die Sitze in den Mehrpersonenwahlkreisen werden nach dem d'Hondt-Verfahren mit einer 5-Prozent-Hürde vergeben.

## Wahlkampf
Wegen starker Unzufriedenheit mit der regierenden FRELIMO und der Oppositionspartei RENAMO hatte sich zur Wahl die neue Koalition Demokratische Allianz (CAD) gegründet. Diese populistische Partei will gegen die verhärteten Strukturen im Land vorgehen und einen Regierungswechsel herbeiführen. Im Juli 2024 wurde die CAD von der Teilnahme an der Parlaments- und Regionalwahl ausgeschlossen. Der daraufhin von der CAD angerufene Verfassungsrat bestätigte Anfang August in letzter Instanz die Entscheidung. Die von der CAD unterstützte Präsidentschaftskandidatur von Mondlane ist davon nicht betroffen.

## Wahlbeobachter
Zur Parlamentswahl und zur gleichzeitig stattfindenden Wahl der Provinzversammlungen (Regionalparlamente der Provinzen) hat die Europäische Union auf Einladung der mosambikanischen Behörden eine Wahlbeobachtungsmission (EU EOM) entsandt. Sie umfasst mehr als 150 Beobachter, darunter Mitglieder des Europäischen Parlaments, aus den 24 EU-Mitgliedstaaten, der Schweiz, Norwegen und Kanada und wird von Laura Ballarín Cereza, einem spanischen Mitglied des Europäischen Parlaments, geleitet.
In einem auf eigene Beobachtungen und Befragungen gestützten vorläufigen Bericht der EU-Wahlbeobachtungsmission zwei Tage nach der Wahl heißt es, dass die Wahlleitungsorgane die Abstimmung ordnungsgemäß durchgeführt haben und die Grundfreiheiten im Allgemeinen geachtet worden seien. Der Wahlkampf sei friedlich geführt worden, die FRELIMO habe aber „durch den Missbrauch staatlicher Mittel von den Vorteilen der Amtsgewalt profitiert“, was die Wahl zugunsten der Regierungspartei beeinflusst habe. Das Recht auf freie Meinungsäußerung sei zwar im Allgemeinen während des gesamten Wahlkampfs respektiert worden, aber die Berichterstattung sowohl im nationalen Radio als auch im Fernsehen sei zugunsten der Regierungspartei und von Daniel Chapo voreingenommen gewesen. Bei der Bevölkerung habe ein bemerkenswerter Mangel an Vertrauen in die Zuverlässigkeit des Wählerverzeichnisses und in die Unabhängigkeit der Wahlorgane geherrscht. Beobachter berichteten von einem langsamen Zählprozess, der unter Desorganisation und mangelnder Klarheit gelitten habe. Die meisten Oppositionsparteien hätten mangelndes Vertrauen in die Unparteilichkeit und Unabhängigkeit der Nationalen Wahlkommission (CNE) und des Technischen Sekretariats für Wahlverwaltung (STAE) geäußert sowie Misstrauen gegenüber anderen öffentlichen Institutionen, einschließlich des Verfassungsrates. Die mangelnde öffentliche Kommunikationsstrategie und Öffentlichkeitsarbeit des CNE hätten zu diesem Misstrauen beigetragen. 
Die EU-Wahlbeobachtungsmission will innerhalb der nächsten Wochen nach der WAhl einen öffentlichen Abschlussbericht mit Empfehlungen zu möglichen Reformen für künftige Wahlprozesse im Land vorlegen. Die Delegation des Europäischen Parlaments verpflichtete sich, nach Mosambik zurückzukehren, um zu bewerten, ob und in welchem Umfang die Empfehlungen umgesetzt werden. Das Commonwealth of Nations hat eine von Kenny Anthony geleitete Beobachtergruppe zu den Wahlen entsandt.
Die Entwicklungsgemeinschaft des südlichen Afrika (SADC) schickte, wie zu allen Wahlen ihrer Mitgliedsstaaten, eine von Amani Abeid Karume geführte Wahlbeobachtergruppe, die Afrikanische Union sandte Beobachter unter Leitung von Bornito de Sousa Baltazar Diogo, des Weiteren die Gemeinschaft der Portugiesischsprachigen Länder und weitere Organisationen. Insgesamt ergänzten über 400 akkreditierte internationale Beobachter die rund 12.000 nationalen Beobachter.
Nach Angaben der Nationalen Wahlkommission konnten die Wahlen aufgrund von Problemen in 19 Wahllokalen des Distrikts Gilé und in 4 Wahllokalen des Distrikts Maganja da Costa, beide in der Provinz Zambezia, nicht am eigentlichen Wahltag stattfinden, teilweise weil die Wahlunterlagen nicht rechtzeitig ankamen. Auch 670 Wahlberechtigte in Deutschland konnten ihre Stimme nicht rechtzeitig abgeben, da die Wahlunterlagen für Berlin in Köln aufgehalten worden seien. In den betroffenen Gebieten durften die Wahlberechtigten daher noch am 12. Oktober wählen.